# Dolmen von Jonquet
Der Dolmen von Jonquet (auch Soulobres (A), Soulobres 1 oder Tombèu dau Jaiant genannt) liegt nahe der A75, nordwestlich von La Cavalerie, westlich von Millau im Département Aveyron in Frankreich. Dolmen ist in Frankreich der Oberbegriff für neolithische Megalithanlagen aller Art (siehe: Französische Nomenklatur).
Der einfache Dolmen (französisch Dolmen simple) besteht aus einem massiven Deckstein, der einschließlich eines abgebrochenen Teils 4,35 m lang und fast 4 m breit ist und dessen Gewicht auf etwa 26,5 Tonnen geschätzt wird. Er ist vorne und hinten offen und liegt auf zwei seitlichen Tragsteinen von 4,50 m Länge und 1,70 m Höhe. Der Resthügel ist nur zu erahnen.

Dolmen von Jonquet
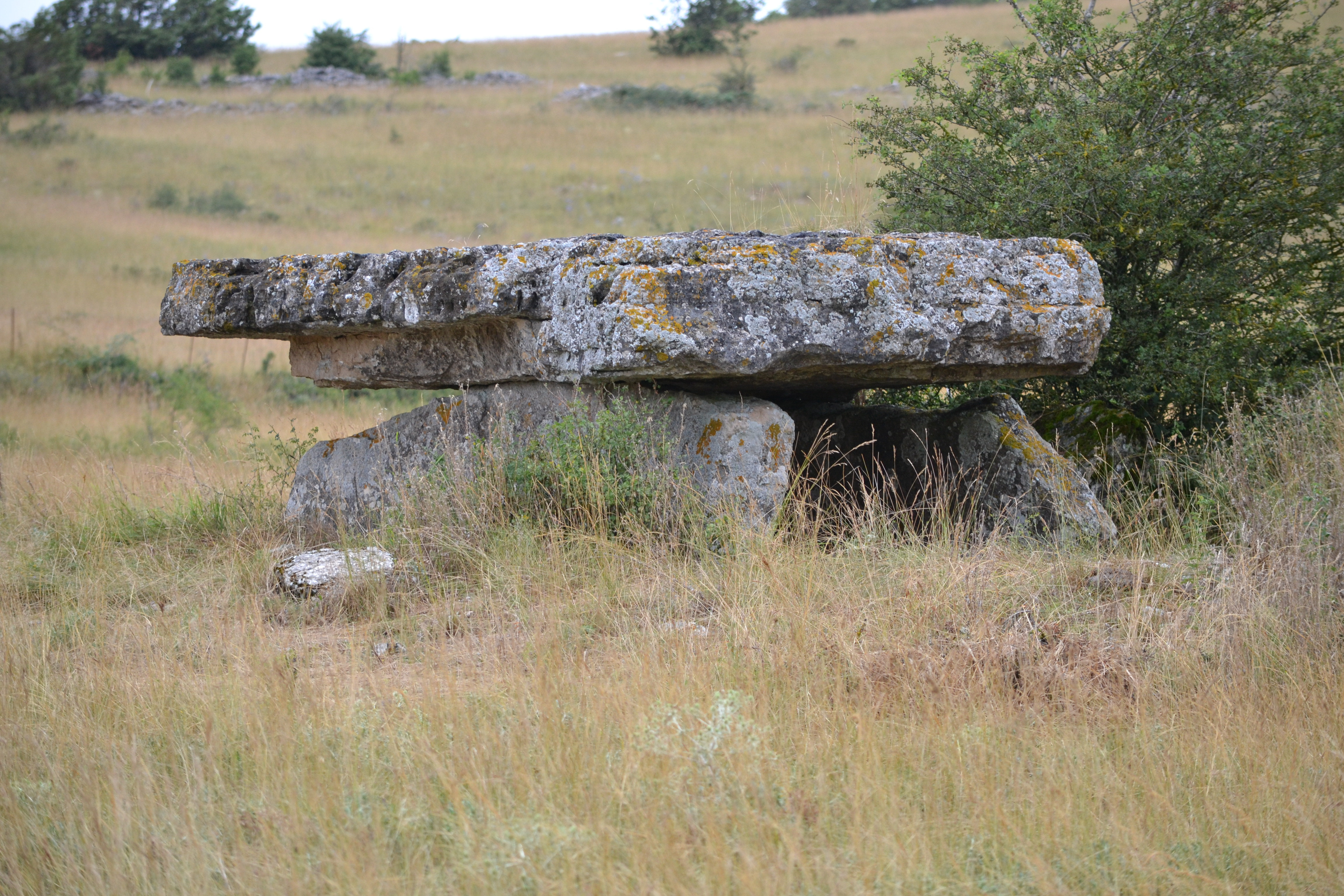
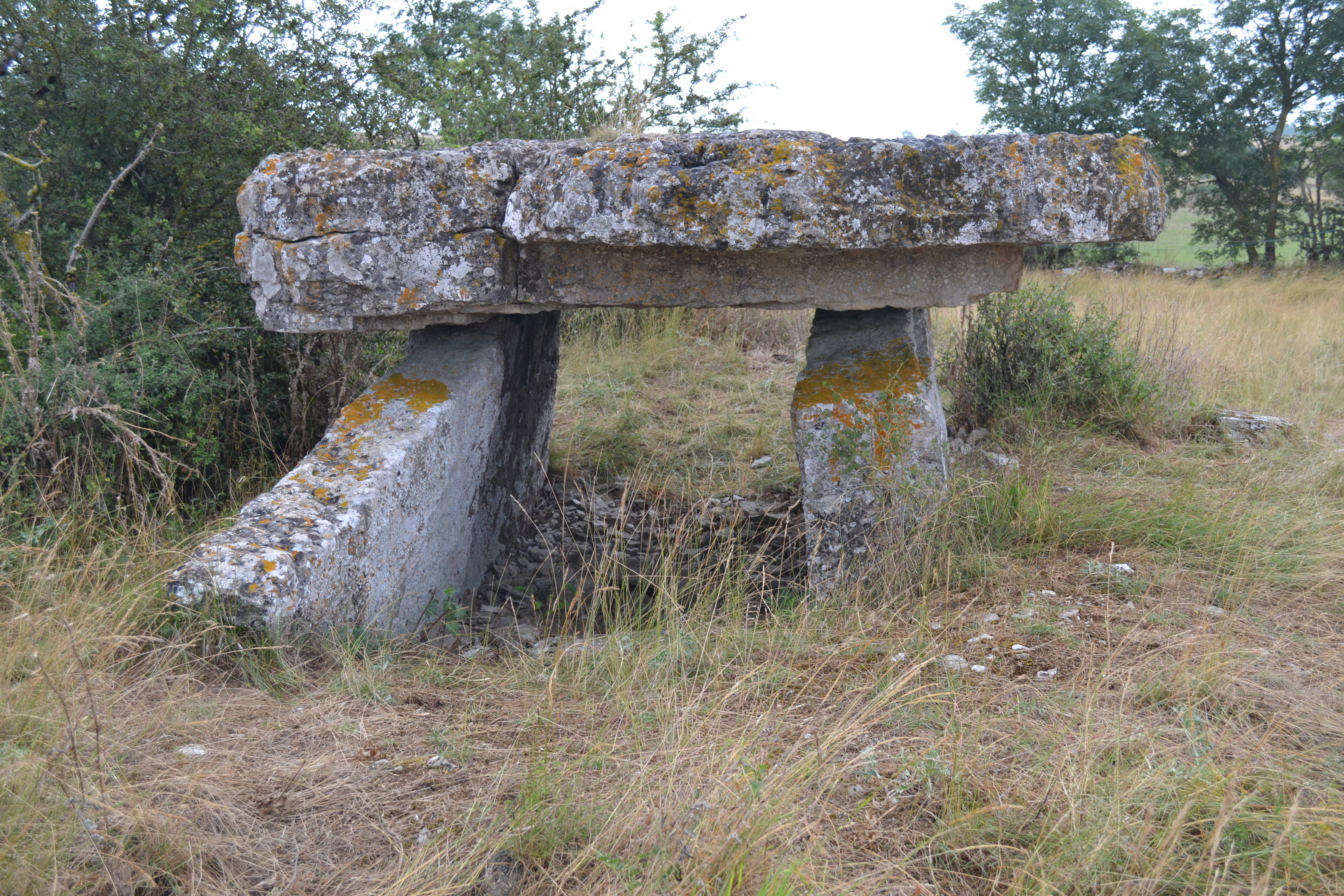
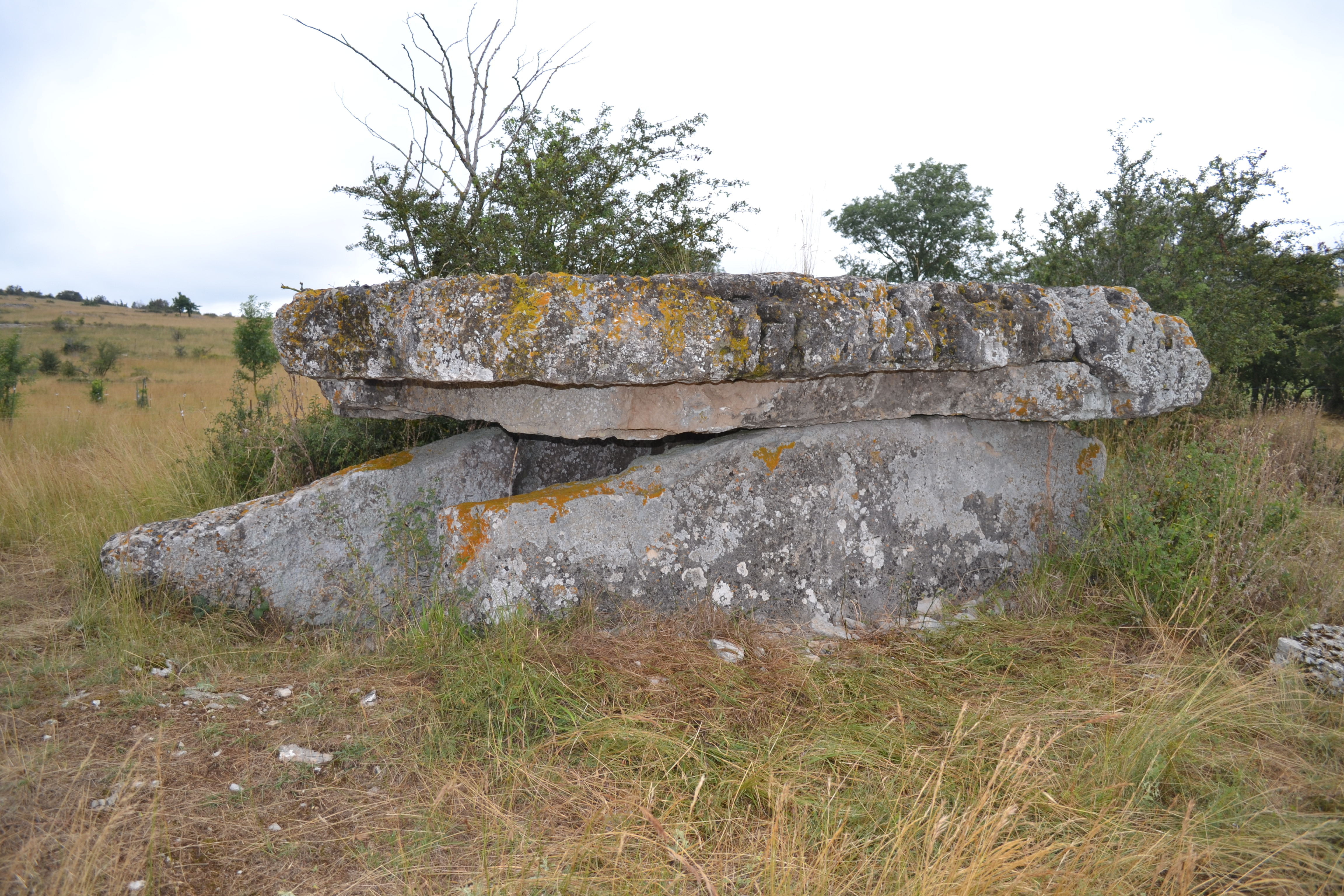
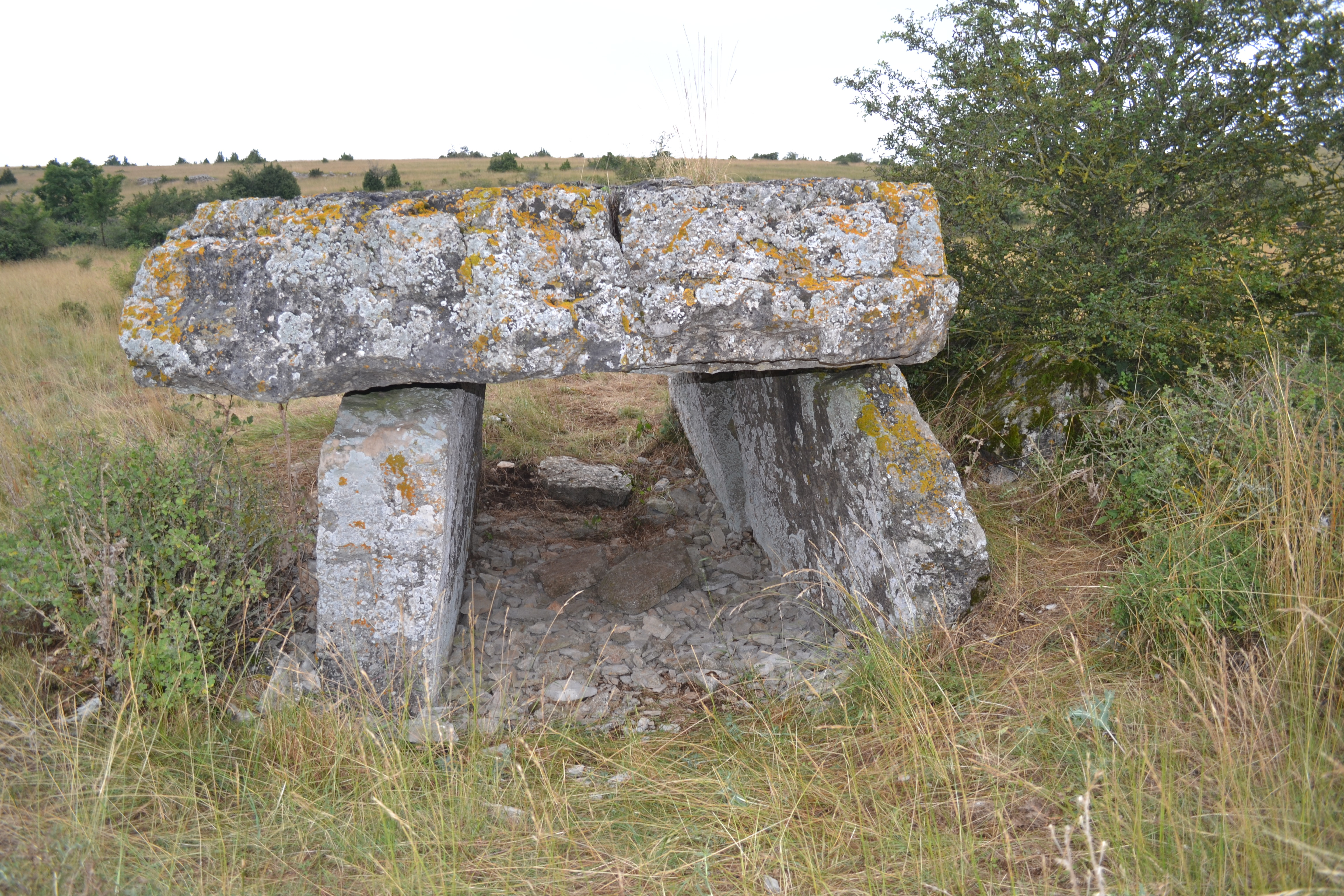

In der Nähe liegt der Dolmen de la Fabière. Die Dolmen im Aveyron treten oft in Gruppen auf und 92 % aller Dolmen wurden aus Kalksteinplatten errichtet.